# Bèo cám Nhật Bản
Bèo cám Nhật Bản (danh pháp khoa học: Lemna japonica) là một loài thực vật có hoa trong họ Ráy (Araceae). Loài này được Landolt mô tả khoa học đầu tiên năm 1980.